# Spezzabandiera
Spezzabandiera (Flag-Smasher) è un personaggio dei fumetti creato da Mark Gruenwald (testi) e Paul Neary (disegni), pubblicato da Marvel Comics, la cui prima apparizione avviene in Captain America (vol. 1) n. 312 (dicembre 1985). Nel corso degli anni diversi personaggi hanno assunto l'identità di Spezzabandiera:
- Spezzabandiera I, il cui vero nome è Karl Morgenthau, creato da Mark Gruenwald (testi) e Paul Neary (disegni), apparso per la prima volta in Captain America (prima serie) n. 312 (dicembre 1985).
- Spezzabandiera II, il cui vero nome è Guy Thierroult, creato da Zeb Wells (testi) e Stefano Caselli (disegni), apparso per la prima volta in Civil War: Young Avengers and Runaways n. 4 (settembre 2006).
- Spezzabandiera III, il cui vero nome è Carl, creato da Brian Posehn e Gerry Duggan (testi) e Salva Espin (disegni), apparso per la prima volta in Deadpool (terza serie) n. 43 (maggio 2015).

## Concezione e creazione
Mark Gruenwald creò Spezzabandiera sulla falsariga di villain come Teschio Rosso: un cattivo con un'ideologia simbolica che lo rendesse nemico specificamente di Capitan America. Così come Teschio Rosso simboleggia il nazismo, Spezzabandiera simboleggia l'antipatriottismo.

## Karl Morgenthau
Spezzabandiera (Flag-Smasher) il cui vero nome è Karl Morgenthau, è un personaggio dei fumetti, creato da Mark Gruenwald (testi) e Paul Neary (disegni), pubblicata dalla Marvel Comics. La sua prima apparizione avviene in Captain America (prima serie) n. 312 (dicembre 1985).

### Biografia del personaggio
Karl Morgenthau nacque a Berna, in Svizzera, figlio di un ricco diplomatico, che morì sotto i suoi occhi durante una manifestazione davanti all'ambasciata di Latveria. A causa del dolore provato per la morte di suo padre, perito compiendo il proprio dovere politico, cominciò a provare un profondo odio per il concetto di nazione e di patria, convinto che la popolazione mondiale non avesse bisogno di confini politici. Ereditata l'immensa fortuna del padre, usò le sue risorse economiche per addestrarsi in numerose forme di lotta corpo a corpo e per crearsi un vasto arsenale di armi. A bordo di una moto - razzo e assunto il nome di Spezzabandiera, decise di dedicare la sua via alla caduta di tutti gli Stati, a cominciare dalla nazione più potente del mondo: gli Stati Uniti.
Durante una fiera mondiale a New York affrontò Capitan America, incarnazione di tutto ciò che egli odiava; nonostante il suo addestramento e le sue armi non riuscì ad avere la meglio sul più esperto eroe, e venne imprigionato.
Quando riuscì ad evadere, lo Spezzabandiera usò i suoi fondi per finanziare l'organizzazione terroristica nota come U.L.T.I.M.A.T.U.M. (acronimo per Underground Liberated Totally Integrated Mobile Army To Unite Mankind), grazie alla quale riuscì a dirottare un jumbo, colmo di turisti americani, tenendoli prigionieri nella sua base tra le Alpi. Capitan America accorse in loro soccorso, ma durante il salvataggio uno dei terroristi cominciò a far fuoco sui passeggeri e Cap fu costretto ad impugnare un mitra ed a sparargli per salvare gli ostaggi. Benché Cap gli salvasse la vita nel corso della missione, lo Spezzabandiera non cambiò i suoi sentimenti per lui e continuò a la sua campagna terroristica.
Lo Spezzabandiera e U.L.T.I.M.A.T.U.M. tornarono a minacciare nuovamente gli U.S.A., impadronendosi di una stazione elettrica al Polo nord; questo portò ad un nuovo scontro con Capitan America. Questa volta però non si trattava dello Scudiero originale ma di un nuovo Capitano, John Walker, che aveva da poco ereditato scudo e costume dopo che il governo aveva destituito dall'incarico Steve Rogers. Lo Spezzabandiera riuscì a sconfiggere il nuovo Cap, imprigionandolo nei ghiacci del Polo dalla cintola in giù. Il partner di Walker, Battlestar, chiese allora aiuto a Steve Rogers per poter liberare il suo socio, e lo Spezzabandiera riconobbe il suo vecchio avversario sotto il nuovo costume nero; nel corso della battaglia lo Spezzabandiera si accorse che una parte degli uomini di U.L.T.I.M.A.T.U.M. seguiva gli ordini di un altro leader (che si scoprì in seguito essere il Teschio Rosso) e il terrorista chiese aiuto proprio al Capitano per debellare la cellula ribelle.
Lo Spezzabandiera ebbe un secondo scontro con John Walker qualche tempo dopo; tra i ghiacci del Polo i suoi uomini trovarono l'ex-partner di Cap, Dennis Dunphy alias Demolition Man (dato per disperso proprio durante la succitata missione), che viveva, in uno stato autistico, con una tribù di eschimesi. Il terrorista lo usò come esca per attirare in una trappola Capitan America, ma in quel periodo Cap era nello spazio per l'operazione tempesta nella galassia; fu allora che Walker, divenuto nel frattempo U.S. Agent si presentò al suo posto, accompagnato da Falcon, che di Dennis era buon amico. Pur indossando il costume nero che aveva l'ultima volta che s'erano incontrati, Spezzabandiera capì immediatamente che dietro la maschera non vi era il Capitano originale; sentendosi snobbato dal rivale, attaccò U.S. Agent, con cui ebbe un violento scontro. Alla fine Agent e Falcon riuscirono a salvare Dennis, sconfiggendo lui e la sua organizzazione per l'ennesima volta.
Oltre che con Cap, lo Spezzabandiera ha avuto degli scontri anche con il Punitore, Moon Knight e Ghost Rider.
Posto dal V-Battalion a capo dello stato del Rumekistan, lo Spezzabandiera viene infine ucciso da Domino in una serie di eventi che mettono al suo posto Cable come leader di tale nazione.

## Guy Thierroult
Spezzabandiera II (Flag-Smasher II) il cui vero nome è Guy Thierroult, è un personaggio dei fumetti, creato da Zeb Wells (testi) e Stefano Caselli (disegni), pubblicata dalla Marvel Comics. La sua prima apparizione avviene in Civil War: Young Avengers and Runaways n. 1 (settembre 2006).

### Biografia del personaggio
Dopo l'assassinio dell'originale Spezzabandiera, l'agente canadese di U.L.T.I.M.A.T.U.M. Guy Thierrault ne prese il posto per continuarne la politica anti-nazionalista.

#### Civil War
Durante la guerra civile, il nuovo Spezzabandiera attacca la città di Santa Monica, protestando contro l'Atto di Registrazione dei Superumani: a fermarlo accorrono i Runaways e i Giovani Vendicatori, disobbediendo agli ordini di Cap e scoprendo che non si tratta dell'originale terrorista.
Si scontra con Araña, sconfiggendola con la sua mazza chiodata, ma viene messo in fuga da Spider-Man. In seguito, si presenta al mondo come "nuovo" Spezzabandiera ed attacca i Liberteens, ma viene sconfitto ed imprigionato.
Evaso, attacca un bar di New York dove la nuova Nomad (Rikki Barnes) era in compagnia dell'amico John. L'esplosione ferisce John, e Rikki combatte con lo Spezzabandiera, che ora indossa un costume più simile a quello dell'originale terrorista. Anche grazie all'aiuto di Falcon e la sua spalla Redwing, Nomad sconfigge Spezzabandiera, che viene nuovamente arrestato ed imprigionato.
Tenta di rapire un banchiere in Medio Oriente, e si scontra con l'agente Venom, Flash Thompson. Quest'ultimo durante il combattimento cede alla furia omicida del simbionte, mozzando un braccio a Spezzabandiera.
Dopo che Deadpool si infiltra in un elioveivolo di ULTIMATUM, distruggendolo ed uccidendo decine di membri dell'organizzazione, Spezzabandiera e la sua organizzazione cercano di vendicarsi uccidendo il mercenario e le persone a lui vicine, ma vengono sconfitti da Deadpool, che intima al terrorista di non tornare mai più ad attaccare lui o la sua famiglia, pena una morte molto dolorosa. Dopo aver rifiutato ai suoi sottoposti l'ennesima proposta di vendetta contro Deadpool (per paura di ciò che potrebbe fare a lui il Mercenario Chiacchierone una volta rotta la promessa), viene ucciso da un membro di ULTIMATUM di nome Carl, che prende il suo posto ed ordina di attaccare e uccidere Deadpool.

## Carl
Spezzabandiera III (Flag-Smasher III) il cui vero nome è Carl, è un personaggio dei fumetti, creato da Gerry Duggan e Brian Posehn (testi) e Salva Espin (disegni), pubblicato dalla Marvel Comics. La sua prima apparizione avviene in Deadpool (terza serie) n. 43 (maggio 2015).

### Biografia del personaggio
Carl è un membro di ULTIMATUM che si ribella contro lo Spezzabandiera perché questo, temendo per la propria vita, non vuole vendicarsi di Deadpool. Dopo averlo ucciso, Carl, assunta l'identità di Spezzabandiera, ordina che ULTIMATUM attacchi ed uccida Deadpool, la sua famiglia ed i suoi amici. Il piano del nuovo Spezzabandiera fallisce e tutto il personale di ULTIMATUM va incontro alla sconfitta e alla morte nell'attacco finale contro Deadpool. Spezzabandiera, ferito e sconfitto, cerca di implorare per la propria vita, ma Deadpool lo uccide sparandogli in testa.

## Poteri e abilità
Lo Spezzabandiera non possiede alcun superpotere, è semplicemente un uomo addestrato nella lotta corpo a corpo e nell'uso di diversi tipi di armi, sia da fuoco che da combattimento ravvicinato. Inoltre, l'essere a capo di ULTIMATUM gli offre la possibilità di accedere ad una vasta gamma di armi e veicoli.
Le armi preferite dal primo Spezzabandiera sono un lanciafiamme, che nasconde sotto il mantello, e una mazza chiodata di tipo medievale, oltre che ad alcune pistole ed alcuni tipi di esplosivi. Morgenthau è inoltre esperto nella tecnica shotokan karate-do, abile in strategie militari e del terrore, e parla fluentemente inglese, francese, tedesco, russo, italiano, giapponese, ed esperanto.

## Altri media

### Televisione
- Il personaggio viene riadattato e trasformato in una organizzazione terroristica nella miniserie del Marvel Cinematic Universe The Falcon and the Winter Soldier. A capo del gruppo c'è Karli Morgenthau interpretata da Erin Kellyman la quale ha assunto il siero del supersoldato così come gli altri membri del gruppo, una versione sintetizzata dall'HYDRA, e riveste il ruolo dell'antagonista principale della miniserie. Lo scopo dell'organizzazione è quello di dare supporto alle comunità emarginate che il Comitato di Rimpatrio Globale (GRC, un organismo internazionale creato per gestire la situazione dopo Avengers: Endgame) non ha aiutato dopo il Blip, rubando medicinali e beni di prima necessità. Successivamente poi Karli e i suoi compagni, mossi dal fanatismo, si sono trasformati in una cellula tettoristica, ciò è dovuto all'effetto collaterale del siero che ha risvegliato in loro l'ossessione per il suprematismo. Verranno fermati e distrutti da Sam Wilson (Falcon), Bucky Barnes (Soldato d'Inverno), John Walker (U.S. Agent) e Sharon Carter (Agente 13), quest'ultima ucciderà Karli.

### Videogiochi
- Una versione dello Spezzabandiera compare nel videogioco Marvel: Avengers Alliance.